# Carlos Bacca
Carlos Arturo Bacca Ahumada (* 8. September 1986 in Puerto Colombia) ist ein kolumbianischer Fußballspieler.

## Karriere

### Vereine
Carlos Bacca begann seine Profi-Spielerkarriere 2007 bei Atlético Junior in der Primera A. Um Spielpraxis zu sammeln, wurde er 2007 an Barranquilla FC, anschließend an AC Minervén FC und nochmals an Barranquilla FC verliehen. In seiner ersten Saison 2009 als fester Bestandteil von Atlético Junior wurde er in der Copa Colombia mit elf Toren bester Torschütze.
In der Winterpause der Saison 2011/12 wechselte Bacca zum belgischen Erstligisten FC Brügge. Sein erstes Tor erzielte er am 15. April 2012 im Spiel gegen die KAA Gent.
Zur Saison 2013/14 wechselte Bacca zum FC Sevilla in die spanische Primera División. Seine ersten beiden Tore in der spanischen Liga für Sevilla erzielte er am 25. September 2013 im Spiel gegen Rayo Vallecano, nachdem er in der 70. Spielminute eingewechselt worden war.
Am 2. Juli 2015 wechselte Bacca zur AC Mailand in die italienische Serie A.
Zur Saison 2017/18 wurde Bacca an den FC Villarreal verliehen. Im August 2018 wechselte er fest zu Villarreal, wo er in der Saison 2020/21 bereits zum dritten Mal die UEFA Europa League gewann (11:10 i. E. gegen Manchester United). Im Sommer 2021 verließ er Villarreal und schloss sich dem FC Granada an. Mitte 2022 kehrte Bacca nach Kolumbien zu seinem ersten Profiverein Atlético Junior zurück.

### Nationalmannschaft
Sein Länderspieldebüt für Kolumbien gab er am 11. August 2010 im Freundschaftsspiel gegen Bolivien, in dem er sein erstes Länderspieltor erzielte. Bei der WM 2014 gehörte er zum kolumbianischen Kader. Im Viertelfinalspiel gegen Brasilien wurde er in der 70. Minute eingewechselt; das Spiel wurde mit 1:2 verloren. Im Juni 2015 fuhr Bacca mit der Nationalmannschaft zur Copa América 2015.
Bei der Fußball-Weltmeisterschaft 2018 in Brasilien gehörte er zum kolumbianischen Aufgebot. Er kam zu drei Einsätzen und schied mit der Mannschaft im Achtelfinale gegen England im Elfmeterschießen aus.

## Erfolge

### Vereinstitel
- Kolumbianischer Meister (3): 2010-I, 2011-II, 2023-II (Atlético Junior)

- UEFA-Europa-League-Sieger (3): 2014, 2015 (FC Sevilla), 2021 (FC Villarreal)

- Italienischer Superpokalsieger: 2016 (AC Mailand)

### Auszeichnungen
- Torschützenkönig (4): 
  - Categoría Primera A (3): 2010-I (12 Tore), 2011-II (12 Tore), 2023-II (18 Tore)
  - Jupiler Pro League: 2012/13 (25 Tore)
- Spieler der Saison der Jupiler Pro League: 2012/13[4]
- Kolumbiens Fußballer des Jahres (El Tiempo): 2015[5]